# Ludwik I de Bourbon-Vendôme

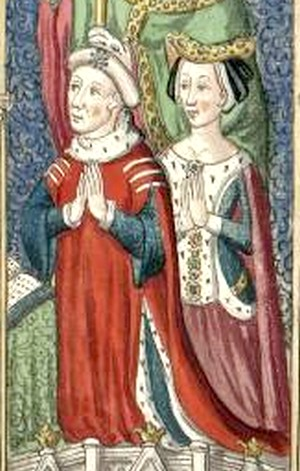

Ludwik de Bourbon-Vendôme (ur. 1376, zm. 21 grudnia 1446 w Tours) – drugi syn Jana I, hrabiego La Marche, i jego żony – Katarzyny de Vendôme. Hrabia Vendôme w latach 1393–1446. Jego starszym bratem był Jakub II, hrabia La Marche.
Wspierał Ludwika, księcia Orleanu i w zamian otrzymał ważne stanowiska na dworze królewskim – w 1408 został mianowany Wielkim Szambelanem Francji, a w 1413 – Wielkim Zarządcą Dworu Francji. Jako członek frakcji Armaniaków, był wielkim nieprzyjacielem frakcji Burgundczyków Jana bez Trwogi i dwukrotnie został przez nich uwięziony (w 1407 i 1412). 
W 1414 poślubił Blankę de Roucy (zm. 1421), córkę Hugona II, hrabiego Roucy. Już rok później dostał się do niewoli Anglików po bitwie pod Azincourt i przebywał tam przez długi czas. W 1424 poślubił w Rennes, Joannę (Jeanne) de Laval (zm. 1468), córkę Gwidona XII, hrabiego Laval. Ich dziećmi byli:
- Katarzyna (ur. 1425)
- Gabriella (ur. 1426)
- Jan VII, hrabia Vendôme (1428–1478)

Miał także nieślubnego syna, którego matką była Angielka – Sybil Boston. Syn urodził się podczas niewoli Ludwika:
- Jan (ok. 1420–1496), bastard Vendôme, pan Preaux.

W 1425 delfin Karol Walezjusz, mianował Ludwika hrabią Chartres. Ludwik wierny delfinowi popierał i przyłączył się do Joanny d’Arc. Razem walczyli w 1429 pod Orleanem, potem Ludwik dowodził oblężeniem Jargeau i asystował w czasie koronacji delfina w Reims. Był również obecny przy podpisywaniu pokoju w Arras (1435).

Herb La Marche
Herb Vendome
Herb Ludwika I